# Andrea Marrazzi
Andrea Marrazzi (Livorno, 2 ottobre 1887 – Roma, 9 ottobre 1972) è stato uno schermidore e dirigente sportivo italiano, specializzato nella spada, campione olimpico nella spada a squadre ai Giochi di  Anversa 1920.

## Carriera
Ai Giochi olimpici di Anversa 1920 non partecipò alla gara individuale di spada.
È stato membro del comitato di reggenza della Federazione Italiana Scherma (nominato dal reggente CONI) dal 1944 al 1946. Del comitato facevano parte con lui Mario Torti e Renzo Nostini.

## Palmarès
| Anno | Manifestazione  | Sede    | Evento          | Risultato |
| ---- | --------------- | ------- | --------------- | --------- |
| 1920 | Giochi olimpici | Anversa | Spada a squadre | Oro       |